# Dicranota simulans
Dicranota (Paradicranota) simulans là một loài ruồi trong họ Pediciidae. Chúng phân bố ở vùng sinh thái Palearctic.